# Penge (Einheit)
Penge war eine dänische Flächeneinheit.
- 1 Penge = 0,0142 Ar[1]
- 4 Penge = 1 Album/Albus[2] = 0,0568 Ar

Die Maßkette war
- 1 Pflug = 8 Tønde/Tönde/Tonne/Toende (Hartkorn) = 32 Tønde/Tönde/Tonne/Toende (Sädeland) = 64 Skippe = 256 Fjerdingkar/Viertel = 768 Album = 3072 Penge = 1.792.000 Squadrat-Fod/Quadratfuß = 43,6 Ar[3]